# Hlybokyj Potik
Hlybokyj Potik (ukrainisch Глибокий Потік; russisch Глубокий Поток Gluboki Potok, slowakisch Glubokyj Potok, ungarisch Szorospatak) ist ein Dorf in der ukrainischen Oblast Transkarpatien in der historischen Region Maramureș mit etwa 5500 Einwohnern (2004).
Das zu Beginn des 19. Jahrhunderts gegründete Dorf liegt auf 332 m Höhe am Ufer des Bezkou (Бецкоу, auch Hlybokyj Potik genannt), der 9 km flussabwärts bei Nyschnja Apscha in die Apschyzja, einen Nebenfluss der Theiß, mündet. Das Rajonzentrum Tjatschiw liegt etwa 30 km westlich und das Oblastzentrum Uschhorod 170 km nordwestlich von Hlybokyj Potik.
Am 12. Juni 2020 wurde das Dorf ein Teil neu gegründeten Siedlungsgemeinde Solotwyno im Südosten des Rajons Tjatschiw; bis dahin bildete es die Landratsgemeinde Hlybokyj Potik (Глибокопотіцька сільська рада/Hlybokopotizka silska rada).